# 金載佑
金載雨（キム ジェウ、朝鮮語: 김재우、1998年2月6日 - ）は、大韓民国のサッカー選手。東京オリンピック大韓民国代表。ポジションはDF。

## クラブ歴
育成年代ではFWであったが、2016年にSVホルンに加入すると、右ウイングや右サイドバックとして起用された。
2018年に富川FC 1995に移籍すると主にセンターバック、時折センターフォワードとして起用されるようになった。2020年に大邱FCに移籍しセンターバックとして起用されるようになった。

## 代表歴
U-23代表としてAFC U-23選手権2020、東京オリンピックのメンバーに選出された。